# Карпихина
Карпихина — деревня в Алапаевском районе Свердловской области России, входящая в Махнёвское муниципальное образование.

## Географическое положение
Деревня Карпихина расположена в 70 километрах (в 88 километрах по автодороге) к северу от города Алапаевска, на правом берегу реки Тагил. Через реку возле деревни расположены автомобильный и железнодорожный мосты.

## Население
| 2002 | 2010 |
| ---- | ---- |
| 29   | ↗33  |